# Северо-Восточный участок отрядов завесы
Северо-Восточный участок отрядов завесы (СВУОЗ) был создан 4 августа 1918 года на основании директивы Высшего военного совета для обороны северо-восточных областей Советской Республики со стороны Белого моря и Урала. Участок был сформирован на основе Беломорского военного округа. На западе границами участка были Нюхча, Водлозеро, Белозерск, река Шексна, на востоке — Балахна, Яренск, Глазов, Чердынь.
11 сентября 1918 года СВУОЗ был преобразован в 6-ю армию.

## Состав СВУОЗ
Войска участка были объединены в три района обороны:
- Архангельский,
- Котласский,
- Вятский.

## Руководство
Командующим СВУОЗ был М. С. Кедров, начальником штаба — А. А. Самойло.